# Sebastian Konrad

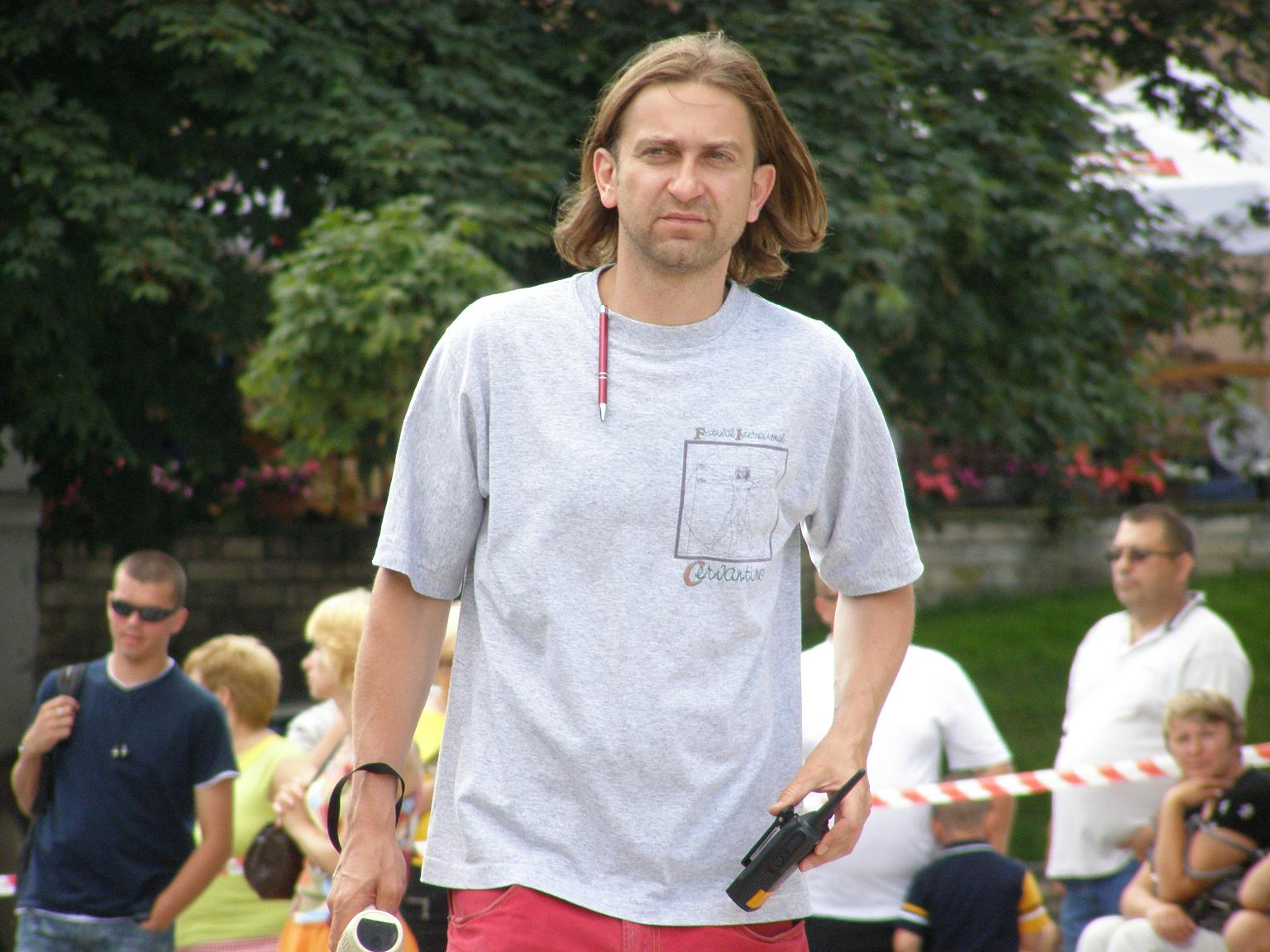
(Na planie serialu Ojciec Mateusz, Sandomierz, Rynek Główny, 11 lipca 2009

Sebastian Konrad (ur. 11 grudnia 1971 w Obornikach) – polski aktor teatralny i filmowy, prezenter telewizyjny.
W 1994 ukończył studia na PWST w Krakowie.
W 2005 był jednym z prowadzących „Pytanie na śniadanie”.

## Filmografia

### Aktor
- 2017: Pod wspólnym niebem – Mikołaj Wrona
- 2017: Ucho Prezesa – wicepremier Mateusz, minister rozwoju (odc. 4)
- 2011: Aida – Sebastian Seba Zając
- 2011: Wyjazd integracyjny – Łyszczyński
- 2009: Ojciec Mateusz – Szef zespołu muzycznego
- 2008: Mała wielka miłość – oficer straży celnej
- 2008: Kryminalni (odc. 99 „Ażuda”) – Mariusz Marczak
- 2008–2009: Brzydula – Fotograf Czarek
- 2007: Faceci do wzięcia (odc. 59) – Reżyser Olo
- 2006: Francuski numer – Adam, kolega Magdy
- 2006: Job, czyli ostatnia szara komórka – Facet z komórką
- 2005–2007: Niania – kelner (gościnnie)
- 2005–2007: Egzamin z życia – barman (gościnnie)
- 2005: Zakręcone – Hubert (gościnnie)
- 2004: Camera Café – Sylwek
- 2003: Psie serce (odc. „Fidel”) – Olek, współpracownik Ewy
- 2003: Plebania (odc. 319, 320) – Jan Kozłowski, dziennikarz „Czarno na białym”
- 2003: Magiczne drzewo (odc. 2 „Kostka”) – Sprzedawca w „Gamelandzie”
- 2003: Kasia i Tomek (odc. 13 (tylko głos), 33) – fryzjer Rysio
- 2002: Wiedźmin (odc. 3) – rycerz
- 2002: To tu to tam – Kelner
- 2002–2009: Samo życie – Karol, lekarz w szpitalu, w którym m.in. pracowała doktor Barbara Kornacka
- 2001: Przeprowadzki (odc. 7) – Wit, tańczący z Celiną w „Savoy’u”
- 2001: Na dobre i na złe (odc. 66) – rezerwista Franek
- 2001: Kocham Klarę (odc. 1 „Mężczyźni to bałaganiarze”) – fotografik Grzegorz Trzeszcz
- 2001: Garderoba damska (odc. 2, 6, 7) – Wzdychulec, wielbiciel Magdy
- 2000: To my – matematyk
- 2000: Słoneczna włócznia (odc. 7, 8, 9, 10, 11, 12) – Ion
- 2000: Miodowe lata (odc. 41 „Gwiazda reklamy”) – prezenter
- 2000–2001: Miasteczko – fotografik w redakcji
- 1999: Tygrysy Europy – Stasio, pielęgniarz na pogotowiu; nie występuje w czołówce
- 1999: Kiler-ów 2-óch – dziennikarz
- 1998: Miodowe lata – reporter (gościnnie)
- 1998: Gwiezdny pirat (odc. 1, 4, 5, 6, 7) – Hirek, pracownik Maxa Rajnera
- 1998: Spona – Wątłusz
- 1997−2000: Złotopolscy (odc. 1, 11, 17, 41, 53, 73, 83, 95, 109, 110, 111, 112, 114, 115, 260, 261) – Łukasz Galicki „Świrus”
- 1997: Musisz żyć
- 1997: Historie miłosne – asystent na uczelni
- 1997: Boża podszewka (odc. 14 ) – żołnierz AK
- 1996: Szamanka – kolega Michała
- 1993: Lista Schindlera – inżynier
- 1992: Aby do świtu... (odc. 1, 2, 4, 5, 6, 7, 8, 9, 11, 12, 13, 14, 15, 16, 17, 18) – Maciej Koreba „Student”

### II reżyser
- 2000–2009: M jak miłość II reżyser (odcinki: 102-107, 121-180, 208-216, 239-242, 245-260, 263)
- 2000: Słoneczna włócznia Współpraca reżyserska
- 2003–2009: Na Wspólnej II reżyser
- 2005: Anioł Stróż Casting (reżyseria obsady)
- 2006: Job, czyli ostatnia szara komórka II reżyser
- 2006–2007: Kopciuszek II reżyser
- 2006–2007: Hela w opałach II reżyser (odcinki: 7-)
- 2007: Trzy po trzy – Numery z kwatery Producent realizujący
- 2008–2009: BrzydUla II reżyser
- 2008–2009: Ojciec Mateusz II reżyser (odcinki: 6-13, 14-30)
- 2010: Usta usta II reżyser
- 2010–2011: Prosto w serce II reżyser
- 2011: Ludzkie sprawy II reżyser

### Dubbing
- 1995: Dragon Ball Z: Fuzja – Paikuhan
- 1995: Dragon Ball Z: Atak smoka